# Aspalathus albens
Aspalathus albens är en ärtväxtart som beskrevs av Carl von Linné. Aspalathus albens ingår i släktet Aspalathus och familjen ärtväxter. Inga underarter finns listade i Catalogue of Life.